# ميخائيل تايلور (لاعب كرة قاعدة)
ميخائيل تايلور (بالإنجليزية: Michael Taylor)‏ هو لاعب كرة قاعدة أمريكي، ولد في 19 ديسمبر 1985 في تشيفيرلي في الولايات المتحدة.

## وصلات خارجية
- ميخائيل تايلور على موقع دوري كرة القاعدة الرئيسي (الإنجليزية)
- ميخائيل تايلور على موقعبيزبول رفرنس.كوم (الدوري الرئيسي) (الإنجليزية)
- ميخائيل تايلور على موقعبيزبول رفرنس.كوم (الدوري الثانوي) (الإنجليزية)
- ميخائيل تايلور على موقع إي إس بي إن.كوم (أم.أل.بي) (الإنجليزية)
- ميخائيل تايلور على موقع مشجعي الرسوم البيانية (الإنجليزية)